# The Eye (King Diamond)
The Eye è il quinto album della band di King Diamond, pubblicato da Roadrunner Records il 30 ottobre 1990. La storia nell'album è narrata in terza persona e racconta, in parte, avvenimenti ispirati a fatti realmente accaduti durante l'inquisizione francese, con riferimento particolare a Gabriel Nicolas de la Reynie (citato nei testi).

## Tracce
1. Eye of the Witch – 3:47
2. The Trial (Chambre Ardente) – 5:13
3. Burn – 3:42
4. Two Little Girls – 2:41
5. Into the Convent – 4:47
6. Father Picard – 3:19
7. Behind These Walls – 3:45
8. The Meetings – 4:31
9. Insanity – 3:00
10. 1642 Imprisonment – 3:31
11. The Curse – 5:42

## Formazione
- King Diamond - voce
- Andy LaRocque - chitarra
- Pete Blakk - chitarra
- Hal Patino - basso
- Snowy Shaw - batteria elettronica[1]
- Roberto Falcao - tastiere